# Voltin članak
Voltin članak (prvi električni izvor) omogućio je razvoj istrazivanja vezanih uz strujanje električnih naboja, te istodobno i razvoj primjene raznih (kemijskih, magnetskih, svjetlosnih i toplinskih) učinaka električne struje.